# Колки (Сарненський район)
Ко́лки — село в Україні, у Дубровицькій міській громаді Сарненського району Рівненської області. До 2020 центр Колківської сільської ради. Населення становить 1,6 тисяч осіб (01.01.2025).
У Колківській ЗОШ І-ІП ступенів навчаються 316 учнів і працюють 42 педагоги. У селі є дошкільний навчальний заклад «Дюймовочка» на 36 місць, фельдшерсько-акушерський пункт, будинок культури, публічно-сільська бібліотеки. Діє спортивний клуб «Горизонт», у якому є футбольна команда — «Случ» (Колки), які є неодноразовими призерами району з футболу. На території функціонує, Колківське споживче товариство, поштове відділення. За останні роки в селі зведені новий православний храм, молитовний будинок общини Християн Віри Євангельської, побудована АТС на 350 номерів, захисні споруди від повені протяжністю 2760 метрів, відкрито 3 приватних магазинів, і 4 кафе.[джерело?]

## Назва
Польською мовою згадується як Kołki, російською — як Колки.

## Географія
Площа села — 1,24 км². Поблизу села — річки Случ та Горинь. Згідно з дослідженням 2017 року, за яким оцінювалися масштаби антропогенної трансформації території Дубровицького району внаслідок несанкціонованого видобутку бурштину, екологічна ситуація села характеризувалася як «конфліктна».

### Клімат
Клімат у селі вологий континентальний («Dfb» за класифікацією кліматів Кеппена). Опадів 613 мм на рік. Найменша кількість опадів спостерігається в березні й сягає у середньому 29 мм. Найбільша кількість опадів випадає в червні — близько 89 мм. Різниця в опадах між сухими та вологими місяцями становить 60 мм. Пересічна температура січня — -5,5 °C, липня — 18,6 °C. Річна амплітуда температур становить 24,1 °C.
| Клімат Колок                      | Клімат Колок | Клімат Колок | Клімат Колок | Клімат Колок | Клімат Колок | Клімат Колок | Клімат Колок | Клімат Колок | Клімат Колок | Клімат Колок | Клімат Колок | Клімат Колок | Клімат Колок |
| Показник                          | Січ.         | Лют.         | Бер.         | Квіт.        | Трав.        | Черв.        | Лип.         | Серп.        | Вер.         | Жовт.        | Лист.        | Груд.        | Рік          |
| Середній максимум, °C             | −2,5         | −1,3         | 3,4          | 12,4         | 19,3         | 22,9         | 23,9         | 23,1         | 18,3         | 11,9         | 4,8          | 0,0          | 11,3         |
| Середня температура, °C           | −5,5         | −4,5         | −0,3         | 7,5          | 13,7         | 17,5         | 18,6         | 17,7         | 13,3         | 7,9          | 2,3          | −2,5         | 7,1          |
| Середній мінімум, °C              | −8,5         | −7,7         | −3,9         | 2,7          | 8,2          | 12,1         | 13,3         | 12,3         | 8,4          | 3,9          | −0,2         | −5           | 3,0          |
| Норма опадів, мм                  | 36           | 30           | 29           | 42           | 57           | 89           | 81           | 64           | 57           | 45           | 41           | 42           | 613          |
| --------------------------------- | ------------ | ------------ | ------------ | ------------ | ------------ | ------------ | ------------ | ------------ | ------------ | ------------ | ------------ | ------------ | ------------ |
| Джерело: Climate-Data.org (англ.) |              |              |              |              |              |              |              |              |              |              |              |              |              |

## Історія
Село вперше згадується 1576 року. Згадується про село й у пізніших джерелах минулого століття, зокрема у відомій тепер читачам книзі О. Цинкаловського «Стара Волинь і Волинське Полісся»: «Колки, село. Рівненський повіт. Любиковицька волость, над річкою Случчю при залізниці Рівне-Лунинець, на південь, від устя річки Горинь й на південний захід від міста Дубровиці.
Село колись належало до величезних маєтків князів Дубровицьких (XVI ст.), а пізніше ділило долю сіл і осель, які часто переходили від одного до другого власника.
Станом на 1859 рік, Колки були власницьким селом, тут діяв винокурний завод.
До 1917 року село входило до складу Російської імперії. У 1906 році село входило до складу Любиковицької волості Рівненського повіту Волинської губернії Російської імперії. У 1918—1920 роки нетривалий час перебувало в складі Української Народної Республіки.
Місцеві селяни від найдавніших часів займалися, крім рільництва й годівлі худоби, рибальством і мисливством. За переписом 1911 роки село Колки, яке було віддалене від міста Рівного на 157 кілометрів, мало 1673 жителі, однокласову школу, горілчану крамницю і ґуральню».[джерело?]
У 1921—1939 роки входило до складу Польщі. У 1921 році село входило до складу гміни Любиковичі Сарненського повіту Поліського воєводства Польської Республіки.
З 1939 року — у складі Дубровицького району Рівненської області УРСР. У роки Другої світової війни деякі мешканці села долучилися до національно-визвольної боротьби в лавах УПА та ОУН. На початку червня 1943 року німці з поляками спалили більшу частину села. Загалом встановлено 7 жителів села, які брали участь у визвольних змаганнях, з них 4 загинуло.
1 липня 1941 року — вступу німецького війська в село. Німці наступали на Дубровицю зі сторони Берестя, попередньо окупувавши місто Сарни. Протягом липня вони окупували майже всю територію нашого краю. У серпні 1941 року Гітлер визначив адміністративний поділ окупованих українських земель. Наше село, як і вся Рівненщина, увійшло до рейхскомісаріату «Україна», центром якого стало місто Рівне. Крім того, рейхскомісаріат був поділений на шість генерал — комісаріатів (генеральних округів), які складалися з гебітів (округів) на чолі з гебітскомісаріатами. Наше село входило до Сарненського гебітскомісаріату. Настали «чорні дні» німецької окупації, які тривали два з половиною роки.[джерело?] Під час Німецько-радянської війни у 1942—1943 рр. тут діяв загін самооборони, який згодом став ядром партизанського загону імені Кірова. 224 односельці боролися з німецько-нацистськими загарбниками на фронтах. 122 із них полягли в боях з ворогами.[джерело?]
Вже в перший рік окупації на території краю почала розгортатися антинацистська боротьба. Наші земляки брали участь у боях з німецько — нацистськими загарбниками в Червоній Армії, у партизанських загонах і комуністичному підпіллі, у формуваннях УПА і підпіллі ОУН. У серпні 1941 року в Дубровиці була створена перша підпільна організація, яку очолив учасник антинацистської боротьби в Іспанії О. О. Кринько. Та згодом гестапо його заарештувало і після катувань Кринька було повішено на площі в Дубровиці. Проте діяльність підпілля продовжувалося під іншим керівництвом. Зростали зв'язки між підпільниками і партизанами.[джерело?]
Партизанський рух в наших краях активізувався з приходом восени 1942 року партизанського з'єднання під командуванням А. П. Бринського. В Колках діяв загін самооборони, який згодом увійшов до партизанського загону ім. Кірова. Партизани пускали під укіс ворожі ешелони з живою силою і технікою, знищували залізничні вагони і платформи, підривали мости, вбивали німецьких солдатів. Так, наприкінці 1942 року група Бережного підірвала залізничний міст на річці Случ біля Колок. Велася справжня «рейкова війна» на ділянці «Сарни — Лунінець» зі спогадів очевидців тих подій дізнаємось, як німці систематично перевіряли залізничні колії, які пролягали через Колки, за допомогою спеціально навчених собак та шомполів, шукаючи міни. Вночі німці трасуючими кулями «прочісували» територію біля залізниці, щоб завадити партизанам замінувати колію.[джерело?]
На території краю в 1943 році було проведено партизанами і підпільниками ряд рейдів по розгрому гарнізонів та комунікацій ворога. В Колках теж в травні цього року в районі залізничного моста було розгромлено гарнізон гітлерівців.
Населення надавало партизанам всебічну допомогу: постачали медикаменти, продукти харчування, фураж для коней, схеми розташування оборони ворога. За такі дії німці дуже жорстоко розправлялися з населенням: вони розстрілювали людей, у тому числі і немовлят, спалювали житлові будинки, господарські будівлі. Очевидці пригадують, як каральний загін німців спалив більшу половину села Колки.[джерело?]
Колківська сільська рада має дані про цивільних громадян нашого села та Заслуччя, які стали жертвами війни. Вражає жорстокість нацистів. Так, в 1943 році сім'ю Жмури Прокопа Андрійовича, 1886 р н., було розстріляно. Загинули сам глава сім'ї, його невістка — Жмура Устимія Миронівна 1914 р. н., та троє малолітніх дівчаток, онучок Прокопа Андрійовича, найстаршій з яких — Ользі — було всього 10 років. Сім'я була розстріляна і спалена в хліві німцями за те, що син Прокопа Андрійовича — Терентій — допомагав партизанам. За допомогу партизанам в 1943 році було вбито Годунка Івана Зиновійовича, 1927 р. н., під час риболовлі на озері, Бруяку Никифора Івановича, 1900 р. н. Котяш Дмитро Карпович 1906 р. н. в 1942 році був розстріляний німцями «просто» за те, що був розумово відсталий.[джерело?]
У 1947 році село Колки разом з хуторами Порубка, Прирубівський та Хлівці підпорядковувалося Колківській сільській раді Дубровицького району Ровенської області УРСР.
У академічній «Історії міст і сіл Української РСР» видання 1973 року про це село повідомляється: «Колки — село, центр сільської Ради. Розташовані за 7 кілометрів від районного центру, за З км від залізничної станції Домбровиия. Біля села протікають річки Случ і Горинь».
Відповідно до прийнятої в грудні 1989 року постанови Ради Міністрів УРСР село занесене до переліку населених пунктів, які зазнали радіоактивного забруднення внаслідок аварії на Чорнобильській АЕС, жителям виплачувалася грошова допомога. Згідно з постановою Кабінету Міністрів Української РСР, ухваленою в липні 1991 року, село належало до зони гарантованого добровільного відселення. На кінець 1993 року забруднення ґрунтів становило 1,68 Кі/км² (137Cs + 134Cs), молока — 4,68 мКі/л (137Cs + 134Cs), картоплі — 0,8 мКі/кг (137Cs + 134Cs), сумарна доза опромінення — 151 мбер, з якої: зовнішнього — 22 мбер, загальна від радіонуклідів — 129 мбер (з них Cs — 118 мбер).
Відповідно до Розпорядження Кабінету Міністрів України від 12 червня 2020 року № 722-р «Про визначення адміністративних центрів та затвердження територій територіальних громад Рівненської області» увійшло до складу Дубровицької міської громади.

## Населення
Станом на 1859 рік, у Колках налічувалося 95 дворів та 664 жителів (329 чоловіків і 335 жінок), з них 655 православних, 6 римо-католиків і 3 євреїв. За переписом населення Російської імперії 1897 року в селі мешкало 1494 особи, з них: 721 чоловік та 715 жінок; 1381 православних. Станом на 1906 рік у селі було 147 дворів та мешкало 1516 осіб.
За переписом населення Польщі 10 вересня 1921 року в селі налічувалося 264 будинки та 1551 мешканець, з них: 768 чоловіків та 783 жінки; 1513 православних та 38 юдеїв; 1446 українців, 67 поляків та 38 євреїв. На однойменному сусідньому фільварку налічувалося 6 будинків та 58 мешканців, з них: 30 чоловіків та 28 жінок; 55 православних та 3 римо-католики; 55 українців та 3 поляки.
Згідно з переписом УРСР 1989 року чисельність наявного населення села становила 1962 особи, з яких 953 чоловіки та 1009 жінок. На кінець 1993 року в селі мешкало 1929 жителів, з них 579 — дітей.
За переписом населення України 2001 року в селі мешкали 1883 особи. Станом на 1 січня 2011 року населення села становить 1871 особа. Густота населення — 1542,74 особи/км².

### Мова
Розподіл населення за рідною мовою за даними перепису 2001 року:
| Мова       | Відсоток |
| ---------- | -------- |
| українська | 99,69 %  |
| російська  | 0,21 %   |
| білоруська | 0,10 %   |

### Вікова і статева структура
Структура жителів села за віком і статтю (станом на 2011 рік):
| Вік   | Чоловіків | Жінок | Разом |
| ----- | --------- | ----- | ----- |
| 0-17  | 222       | 228   | 450   |
| 18-39 | 401       | 416   | 817   |
| 40-59 | 217       | 227   | 444   |
| 60+   | 76        | 84    | 160   |
| Разом | 916       | 955   | 1871  |

### Соціально-економічні показники
| Працездатне населення | Працездатне населення | Працездатне населення | Працездатне населення | Працездатне населення | Працездатне населення | Непрацездатне населення | Непрацездатне населення | Непрацездатне населення | Непрацездатне населення | Непрацездатне населення | Непрацездатне населення | Все населення |
| Чоловіки              | Чоловіки              | Жінки                 | Жінки                 | Разом                 | Разом                 | Чоловіки                | Чоловіки                | Жінки                   | Жінки                   | Разом                   | Разом                   | 1871          |
| ос.                   | %                     | ос.                   | %                     | ос.                   | %                     | ос.                     | %                       | ос.                     | %                       | ос.                     | %                       | 1871          |
| --------------------- | --------------------- | --------------------- | --------------------- | --------------------- | --------------------- | ----------------------- | ----------------------- | ----------------------- | ----------------------- | ----------------------- | ----------------------- | ------------- |
| 539                   | 28                    | 531                   | 28                    | 1062                  | 57                    | 180                     | 9                       | 165                     | 8                       | 345                     | 18                      | 1871          |

| Зайняті  | Зайняті  | Зайняті | Зайняті | Зайняті | Зайняті | Безробітні | Безробітні | Безробітні | Безробітні | Безробітні | Безробітні | Все населення |
| Чоловіки | Чоловіки | Жінки   | Жінки   | Разом   | Разом   | Чоловіки   | Чоловіки   | Жінки      | Жінки      | Разом      | Разом      | 1871          |
| ос.      | %        | ос.     | %       | ос.     | %       | ос.        | %          | ос.        | %          | ос.        | %          | 1871          |
| -------- | -------- | ------- | ------- | ------- | ------- | ---------- | ---------- | ---------- | ---------- | ---------- | ---------- | ------------- |
| 94       | 11       | 85      | 10      | 179     | 21      | 135        | 16         | 141        | 17         | 276        | 32         | 1871          |

| Дорослі | Діти | Пенсіонери | Інваліди Німецько-радянської війни | Учасники бойових дій | Інваліди всіх груп і категорій | Люди, які обслуговуються служб. соц. допом. на дому | Неповні сім'ї | Діти з неповних сімей | Багатодітні сім'ї | Діти з багатодітних сімей | Діти-інваліди | Діти-сироти | Одинокі багатодітні матері |
| ------- | ---- | ---------- | ---------------------------------- | -------------------- | ------------------------------ | --------------------------------------------------- | ------------- | --------------------- | ----------------- | ------------------------- | ------------- | ----------- | -------------------------- |
| 1420    | 456  | 580        | 14                                 | 14                   | 126                            | 20                                                  | 38            | 38                    | 34                | 133                       | 18            | 9           | 1                          |

## Політика

### Органи влади
Місцеві органи влади представлені Колківською сільською радою. На території сільської ради розташовані три населені пункти — Колки, Заслуччя. Порубка, які в цілому налічують 961 двір. Територія сільської ради становить 4593,9 га. з них: 1010га — земель запасу, 22га — резервного фонду. 627 га — лісового господарства та 1699га — розпайованих земель, на які виготовлені державні акти. Апарат ради нараховує 9 працівників, із них 7 — посадові особи. Депутатський корпус становить 20 осіб.[джерело?]

### Вибори
Село входить до виборчого округу № 155. У селі розташована виборча дільниця № 560265. Станом на 2011 рік кількість виборців становила 1397 осіб.

## Культура
У селі працює Колківський сільський будинок культури на 280 місць. Діє Колківська публічно-шкільна бібліотека, книжковий фонд якої становлять 35 207 книг та яка має 22 місця для читання, 3 особи персоналу, кількість читачів — 881 особа.

## Релігія
Список конфесійних громад станом на 2011 рік:
| Релігійна громада Всіх-Святської парафії Сарненської єпархії УПЦ | УПЦ (МП) | 30 жовтня 1995  | 1000 | Церква             | [ 34 ] |
| Релігійна громада Помісної церкви ХВЄ П'ятидесятників            | ХВЄ      | 28 вересня 1989 | 77   | Молитовний будинок | [ 34 ] |
| — православні, — протестантські.                                 |          |                 |      |                    |        |

У другій половині XIX століття село належало до православної парафії церкви святителя і чудотворця Миколая села Бережки Любиковицької волості.

## Освіта
У селі діє Колківська загальноосвітня школа І-ІІІ ступенів. У 2011 році в ній навчалося 289 учнів (із 300 розрахованих) та викладало 35 учителів.
Дошкільна освіта представлена дитячим садком «Колківський дошкільний навчальний заклад „Дюймовочка“», у якому станом на 2011 рік навчалося 38 дітей і працювало 5 учителів та вихователів.

## Спорт
Діє спортивний клуб «Горизонт», у якому є футбольна команда — «Случ» (Колки), які є неодноразовими призовиками району з футболу.[джерело?]

## Герб села
Затверджений 26 жовтня 2007 р. рішенням N131 сесії сільської ради. У зеленому полі з двома срібними бічниками золота понижена п'ятипелюсткова квітка лугова, супроводжувана угорі золотим соколом із розпростертими крильми, який летить уверх. Щит обрамований декоративним картушем і увінчаний золотою сільською короною. Автори — Ю.Терлецький, П.Яцута.
Хоругва: Затверджена рішенням 131 сесії сільської ради від 26 жовтня 2007 р. Квадратне полотнище із трьох вертикальних смуг — білої, зеленої і білої, у співвідношенні 1:2:1. У центральній смузі жовта п'ятипелюсткова квітка лугова, над нею угору летить жовтий сокіл із розпростертими крильми. Автори — Ю. П. Терлецький, П. П. Яцута.[джерело?]

## Інфраструктура
У селі наявні два сквери площею 700 та 300 м². Наявне відділення поштового зв'язку.

## Ветерани війни
Жмура Федір Максимович [Архівовано 4 березня 2016 у Wayback Machine.]

## Галерея

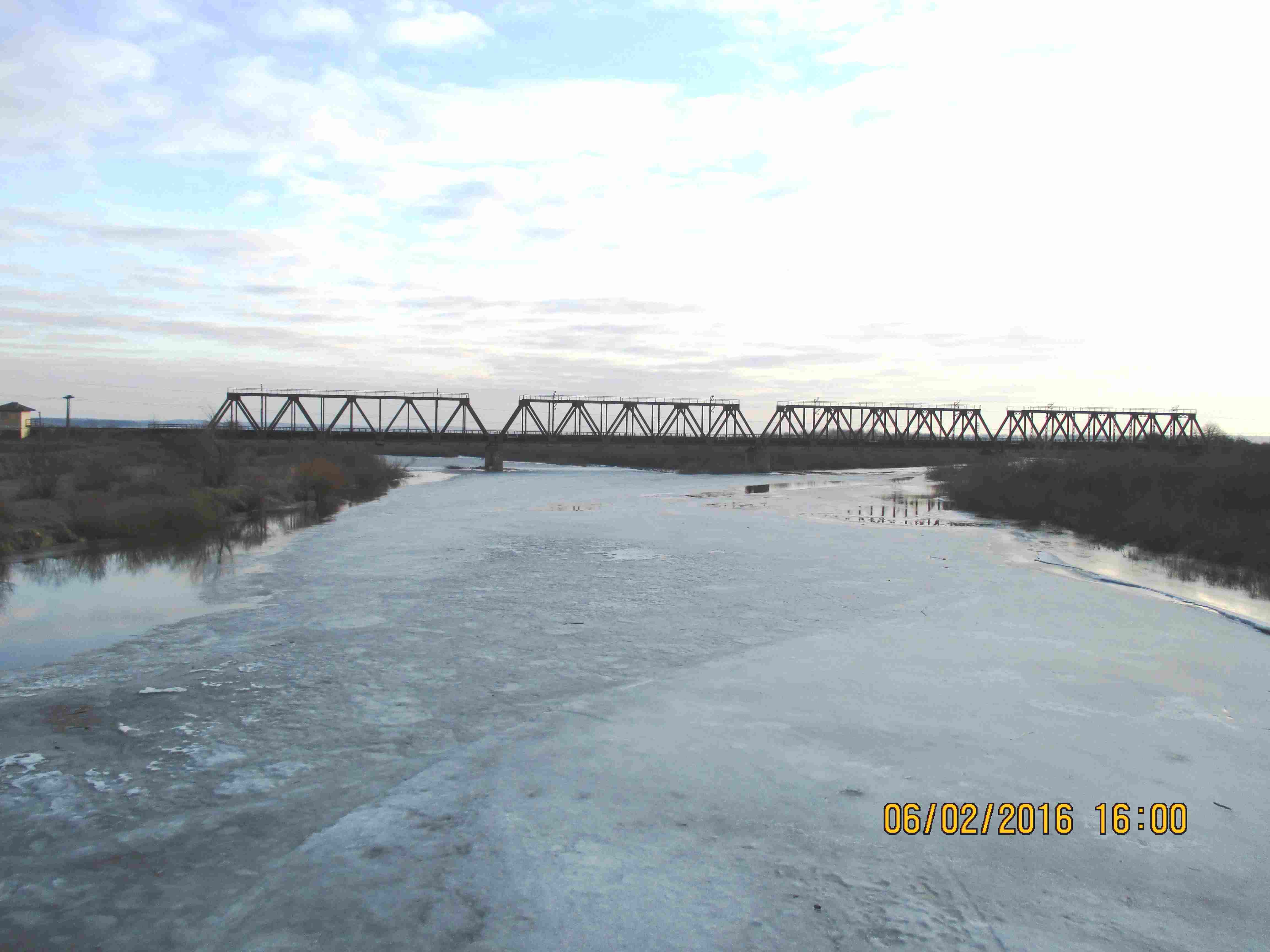
Залізничний міст через річку Случ
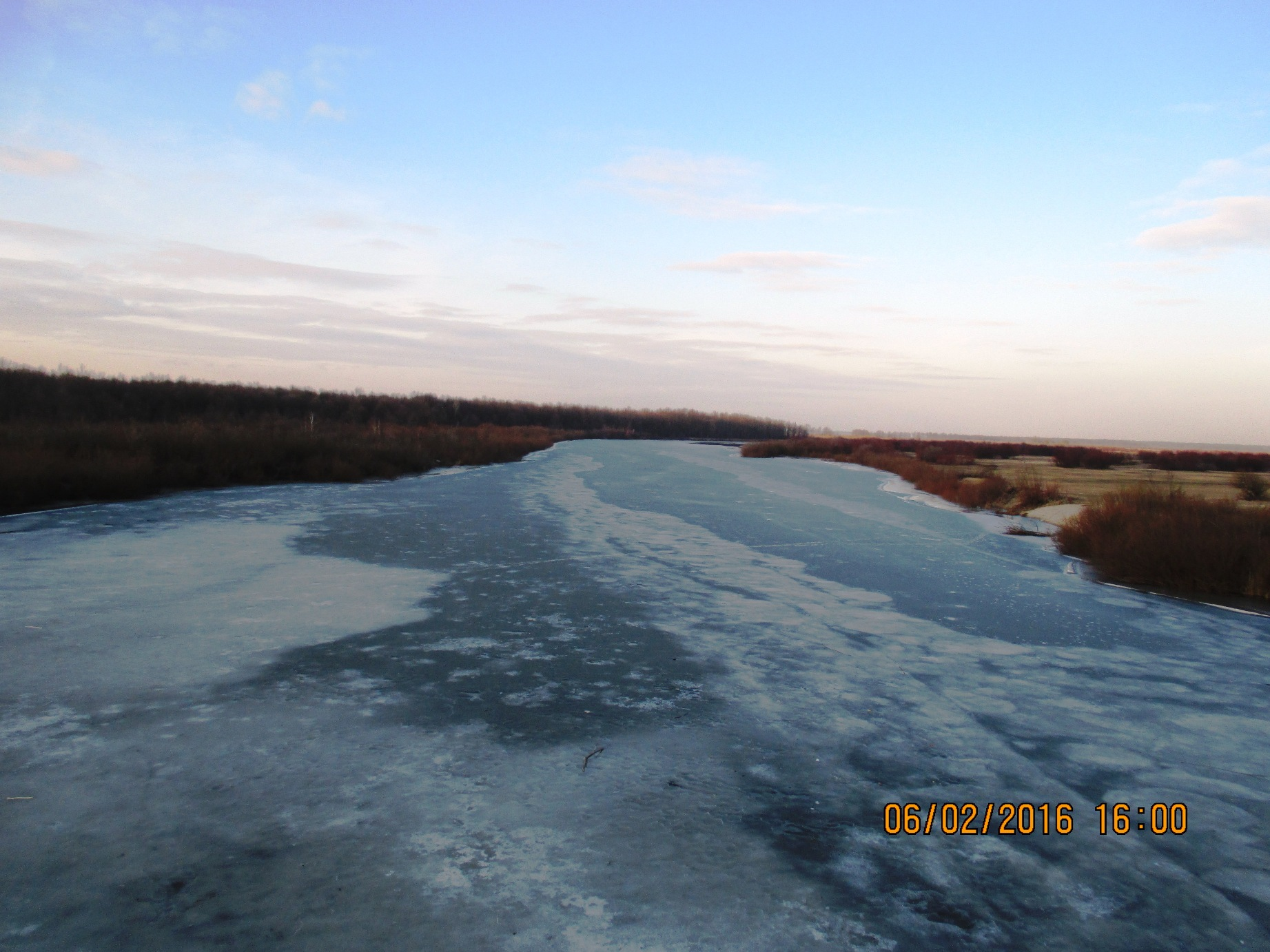
Річка Случ

#### Книги
- Населённые места Российской империи в 500 и более жителей : с указанием всего наличного в них населения и числа жителей преобладающих вероисповеданий по данным первой всеобщей переписи населения 1897 г / Тройницкий Н. А. — СПб, 1905. — 389 с. (рос. дореф.)
- Олександр Денищук. Злочини польських шовіністів на Волині. Книга перша. Рівненська область. — Рівне : ППДМ, 2003. — 352 с. — ISBN 966-96174-4-8.
- Олександер Цинкаловський. Стара Волинь і Волинське Полісся. (Краєзнавчий словник — від найдавніших часів до 1914 року). Том перший. — Вінніпег : Накладом Товариства «Волинь», 1984. — С. 521-522.

#### Офіційні дані та нормативно-правові акти
- Паспорт Дубровицького району (станом на 1 січня 2011 року) (doc). Дубровицька районна рада. Архів оригіналу за 10 лютий 2015. Процитовано 16 жовтня 2019.

#### Мапи
- Історичний Атлас України / Гол. ред. Л. Винар; Упорядн.: І. Тесля, Е. Тютько. Українське історичне товариство. — Монреаль; Нью-Йорк; Мюнхен, 1980. — 182 с.